# Stalag I-A
Lo Stalag I-A fu un campo di prigionia tedesco della seconda guerra mondiale. Costruito a Stablack (odierna Dolgorukovo), ospitò principalmente prigionieri di guerra polacchi, belgi, francesi, sovietici e italiani, ma anche britannici e serbi.
Il campo era diviso in due sezioni, quella settentrionale di Dolgorukovo e quella meridionale dell'odierna Kamińsk.

## Storia
Il campo fu istituito il 6 settembre 1939, durante l'invasione tedesca della Polonia, allo scoppio della guerra e fu costruito dai prigionieri di guerra polacchi. Nel 1940 arrivarono i prigionieri belgi e francesi dopo la caduta della Francia, e nel 1941 i russi dopo l'operazione Barbarossa.
Dal 1943 nel campo furono detenuti anche i prigionieri di guerra italiani. In seguito arrivarono anche alcuni prigionieri britannici e serbi.
Con l'avanzata dell'Armata Rossa, nel gennaio 1945 i prigionieri furono costretti verso ovest in una marcia della morte, mentre circa 240 prigionieri di guerra sovietici, polacchi e francesi che non erano in grado di camminare furono lasciati nel campo.

## Kommando dello Stalag I-A
Pochi degli uomini registrati nello Stalag I-A erano alloggiati nel campo principale, la maggior parte fu assegnata ai Kommando (sottocampi) sparsi in tutto il distretto.
- E1, Campo principale
- E2, Ospedale Stablack
- E3, Königsberg
- E4, Heinrichswalde
- E5, nelle vicinanze di Königsberg
- E6, Königsberg
- E7, Wehlau
- E8, Preußisch Eylau
- E9, Heilsberg (Lidzbark Warmiński)
- E10, Gerdauen
- E11, Heiligenbeil, suddiviso in 5 Zug; Heiligenbeil, Bladiau, Ludwigsort, Zinten e Lichtenfeld
- E12, Memel (Klaipėda)
- E13, Sconosciuto
- E14, Labiau
- E16, Insterburg
- E17, Schlossberg
- E18, Gumbinnen
- E19, Ebenrode
- E20, Bartenstein (Bartoszyce)
- E34, Tilsit / Ragnit
- E44, Union Gießerei Königsberg, Königsberg
- E45, Angerapp

## Memoria
A Dolgorukovo si trova un cimitero internazionale dei prigionieri dello Stalag I-A.